# Batan (Batanes)
Die Insel Batan (früher Divatan) gehört zu der gleichnamigen Inselgruppe der Batan-Inseln. Sie liegt im Norden der Philippinen in der Provinz Batanes. Das Aussehen der Insel wird besonders von den zwei Bergen Iraya und Mahtarem bestimmt. Die Küstenlinie wird vor allem von der großen Bucht Mananioy im Osten gekennzeichnet. Batan weist eine Fläche von 76 km² auf. Im Jahre 2000 lebten 11.173 Menschen auf der Insel. Eine andere Insel Batan liegt in der philippinischen Provinz Albay.

## Klima
Die durchschnittliche Temperatur auf Batan beträgt 25,9 °C. Insgesamt fallen pro Jahr 2.854 mm Regen. Der März ist mit 75 mm der trockenste und der August mit einem durchschnittlichen Niederschlag von 437 mm der nasseste Monat.

## Gemeinden
Die Insel ist in die vier folgenden Gemeinden aufgeteilt:
- Basco
- Ivana
- Mahatao
- Uyugan